# Marc Enfroy
 (août 2018).
Marc Maurice Enfroy (né en 1965) est un compositeur, auteur-compositeur et réalisateur artistique américain. Né dans une famille où la musique est très présente, il est le petit-fils de Bradley Kincaid (en). Son œuvre la plus connue est son cinquième album Crossroads, qui a atteint la deuxième position au Billboard dans la catégorie album New Age.
Son œuvre Unbounded a remporté un prix en 2008.

## Discographie

### Albums studio
- 2008 – "Unbounded"
- 2009 – "Awakening" (also released as "Arising" on MG Music label)
- 2011 – "Unconditional"
- 2012 - "Dreams of the Forest"
- 2016 - "Crossroads"

### Singles
- 2010 – "Acceptance"
- 2012 - "Your Silence is a Razor (feat. Aili Laine)"
- 2012 - "Fading White (feat. Lila Ives)"
- 2012 - "Shed my Skin (feat. Lila Ives)"